# كريس سكوت (كاتب)
كريس سكوت (بالإنجليزية: Chris Scott) (1945، كينغستون أبون هال في المملكة المتحدة)؛ كاتب وروائي كندي.